# لياندرو دياز (لاعب كرة قدم أوروغواني)
لياندرو دياز (بالإسبانية: Leandro Nicolás Díaz)‏ (24 مارس 1990 في الأوروغواي - ) هو لاعب كرة قدم أوروغواني في مركز الوسط. شارك مع منتخب الأوروغواي تحت 17 سنة لكرة القدم. أما مع النوادي، فقد لعب مع نادي دانوبيو والتانك سيلي ونادي لوندرينا وديبورتيس ميليبيلا وجوفينتود.

## وصلات خارجية
- لياندرو دياز على موقع قاعدة بيانات كرة القدم.إي يو (الإنجليزية)
- لياندرو دياز على موقع Soccerway.com (الإنجليزية)